# Johannes Meyer (regissör)
Johannes Meyer, född 13 augusti 1888 i Brieg, Provinsen Schlesien (nu Brzeg, Polen), död 25 januari 1976 i Marburg, Västtyskland, var en tysk filmregissör. Meyer regisserade ungefär 40 tyska spelfilmer.

## Filmregi, urval
- 1927 – Brännmärkt
- 1931 – Jag stannar hos dig
- 1931 – Spion B. 24
- 1932 – Hennes höghet dansar
- 1933 – Den lilla svindlerskan
- 1933 – Polisens villebråd
- 1934 – Flyktingen från Chicago
- 1937 – Fridericus
- 1938 – Diskretion hederssak